# Massadio Haïdara
Massadio Haïdara (* 2. Dezember 1992 in Trappes) ist ein französischer Fußballspieler, der bei Stade Brest unter Vertrag steht.

## Karriere

### Vereine
Seine Karriere begann er bei AS Nancy. Sein Debüt feierte am 11. Dezember 2010 gegen den FC Sochaux. Am 10. Januar 2011 unterschrieb er seinen ersten Profivertrag. Er unterzeichnete beim AS Nancy einen Dreijahresvertrag. Am 25. Januar 2013 wechselte er in Premier League. Er wechselte für eine Ablösesumme von 2,5 Millionen Euro zu Newcastle United. Er war der neunte französische Spieler, der in der ersten Mannschaft von Newcastle spielte. Er war einer der fünf französischen Spielern, die im Winter zu Newcastle wechselten. Sein Debüt für Newcastle gab er in der UEFA Europa League gegen Metalist Charkiw. Sein erstes Spiel in der Premier League bestritt er am 17. März 2013 gegen Wigan Athletic. Im Sommer 2018 wechselte Haïdara zum RC Lens.
Im Sommer 2024 wechselte er zu Stade Brest.

### Nationalmannschaft
Er bestritt bislang vier Spiele für die französische U-19-Nationalmannschaft, zwei Spiele für die französische U-20-Nationalmannschaft und französische U-21-Nationalmannschaft. Sein Debüt für U-21-Nationalmannschaft gab er am 7. September 2012 beim U-21-EM Qualifikationsspiel gegen die Slowakei.